# Harry Jørgensen
Harry Jørgensen (ur. 7 grudnia 1945 w Haderslev) – duński wioślarz, brązowy medalista olimpijski.
Wystąpił na igrzyskach olimpijskich w Meksyku w 1968, gdzie Duńczycy w składzie: Jørn Krab, Harry Jørgensen i Preben Krab (sternik) zdobyli brązowy medal w dwójkach ze sternikiem. W finale o 3,26 sekundy przegrali z osadą Włoch i o 1,27 sekundy z osadą Holandii. Był to jego jedyny start olimpijski.